# Philippe Lau
Philippe Lau (* 8. Juni 1986 in Céret) ist ein französischer Telemarker.

## Werdegang
Lau bestritt 2003 ein Rennen bei der nationalen Meisterschaft in Montchavin-Les-Coches und gab zwei Jahre später am 24. Januar 2005 sein Debüt im Telemark-Weltcup. Im selben Jahr wurde er bei der Juniorenweltmeisterschaft 2005 in Beitostølen im Riesenslalom Juniorenweltmeister, im Classic Sprint Vierter und im Classic 14. Die Saison 2006 verlief durchwachsen denn er landet meistens im Mittelfeld außer in Schweitzer Mountain Resort wurde er Dritter im Sprintweltcup. 2007 bestritt er nur den Weltcup im deutschen Bad Hindelang und stand im Sprintweltcup zum zweiten Mal auf dem Podium. Bei seiner ersten Weltmeisterschaft 2007 in Thyon gewann er die Bronzemedaille im Classic Sprint.
2008 konnte Lau sich in der Weltspitze etablieren und gewann zum ersten Mal ein Weltcuprennen. 2009 gelang ihm wieder ein Weltcuprennen zu gewinnen und weitere Podiumsplätze. Die Weltmeisterschaft 2009 in Kreischberg verliefen nicht erfolgreich. Denn er erreichte im Riesenslalom den fünften, im Classic den elften und im Classic Sprint den sechsten Platz. 2010 und 2011 konnte er sieben Mal ein Rennen gewinnen und weitere Podiumsplätze erreichen. 2011 krönte der seine Karriere mit dem Weltcupgesamtsieg. Bei der Weltmeisterschaft 2011 in Rjukan wurde er im Classic Sprint Weltmeister, im Classic-Rennen Siebenter und im Riesenslalom 12.

## Erfolge

### Weltmeisterschaften
- Thyon 2007: 3. Classic Sprint
- Kreischberg 2009: 5. Riesenslalom, 11. Classic, 6. Classic Sprint
- Rjukan 2011: 12. Riesenslalom, 7. Classic, 1. Classic Sprint
- Espot 2013: 6. Classic, 9. Parallelsprint, 5. Classic Sprint

### Juniorenweltmeisterschaft
- Beitostølen 2005: 1. Riesenslalom, 14. Classic, 4. Classic Sprint

### Weltcup
- 75 Podestplätze, davon 38 Siege:

|    | Datum             | Ort                     | Land               | Disziplin      |
| -- | ----------------- | ----------------------- | ------------------ | -------------- |
| 01 | 10. Januar 2008   | La Plagne               | Frankreich         | Classic Sprint |
| 02 | 17. Januar 2009   | Kobla                   | Slowenien          | Classic Sprint |
| 03 | 16. Januar 2010   | Bohinj                  | Slowenien          | Classic Sprint |
| 04 | 17. Januar 2010   | Bohinj                  | Slowenien          | Classic Sprint |
| 05 | 30. Januar 2010   | Bjorli                  | Norwegen           | Classic Sprint |
| 06 | 4. Februar 2010   | Rjukan                  | Norwegen           | Riesenslalom   |
| 07 | 23. Februar 2010  | Steamboat Springs       | Vereinigte Staaten | Classic Sprint |
| 08 | 27. Februar 2010  | Keystone                | USA                | Riesenslalom   |
| 09 | 13. März 2010     | Espot                   | Spanien            | Classic Sprint |
| 10 | 17. März 2010     | La Plagne               | Frankreich         | Classic Sprint |
| 11 | 10. Januar 2011   | Bad Hindelang           | Deutschland        | Classic Sprint |
| 12 | 20. Januar 2011   | Rauris                  | Österreich         | Classic Sprint |
| 13 | 22. Januar 2011   | Rauris                  | Österreich         | Classic Sprint |
| 14 | 3. Februar 2011   | Thyon                   | Schweiz            | Classic Sprint |
| 15 | 6. Februar 2011   | Méribel                 | Frankreich         | Classic Sprint |
| 16 | 12. Februar 2011  | Espot                   | Spanien            | Classic Sprint |
| 17 | 12. März 2011     | Hafjell                 | Norwegen           | Classic Sprint |
| 18 | 22. Januar 2012   | Bohinj                  | Slowenien          | Classic Sprint |
| 19 | 2. Februar 2012   | Rjukan                  | Norwegen           | Classic Sprint |
| 20 | 3. Februar 2012   | Rjukan                  | Norwegen           | Parallelsprint |
| 21 | 4. Februar 2012   | Rjukan                  | Norwegen           | Parallelsprint |
| 22 | 16. Februar 2012  | Steamboat Springs       | Vereinigte Staaten | Classic Sprint |
| 23 | 17. Februar 2012  | Steamboat Springs       | Vereinigte Staaten | Parallelsprint |
| 24 | 12. März 2012     | Chamonix-Mont-Blanc     | Frankreich         | Classic Sprint |
| 25 | 13. März 2012     | Les Contamines-Montjoie | Frankreich         | Classic Sprint |
| 26 | 17. März 2012     | Espot                   | Spanien            | Parallelsprint |
| 27 | 18. März 2012     | Espot                   | Spanien            | Classic Sprint |
| 28 | 13. Januar 2013   | Bohinj                  | Slowenien          | Classic Sprint |
| 29 | 18. Januar 2013   | Rauris                  | Österreich         | Classic Sprint |
| 30 | 1. März 2013      | Rjukan                  | Norwegen           | Parallelsprint |
| 31 | 22. Dezember 2013 | Les Contamines Montjoie | Frankreich         | Parallelsprint |
| 32 | 17. Januar 2014   | Rauris                  | Österreich         | Classic Sprint |
| 33 | 13. Februar 2014  | Steamboat Springs       | Vereinigte Staaten | Classic Sprint |
| 34 | 28. November 2014 | Hintertux               | Österreich         | Classic Sprint |

- Weltcupplatzierungen

| Saison  | Gesamt | Riesenslalom | Classic | Classic Sprint | Parallelsprint |
| ------- | ------ | ------------ | ------- | -------------- | -------------- |
| 2005    | 74.    | –            | –       | 62.            | –              |
| 2006    | 11.    | 9.           | 13.     | 10.            | –              |
| 2007    | 17.    | 12.          | 26.     | 11.            | –              |
| 2008    | 5.     | 15.          | 11.     | 3.             | –              |
| 2009    | 5.     | 8.           | 16.     | 2.             | –              |
| 2010    | 2.     | 3.           | 2.      | 1.             | –              |
| 2011    | 1.     | 8.           | 5.      | 1.             | –              |
| 2012    | 1.     | –            | 3.      | 1.             | 1.             |
| 2013    | 2.     | –            | 4.      | 1.             | 3.             |
| 2013/14 | 2.     | –            | 3.      | 2.             | 2.             |
| 2014/15 | 2.     | –            | 5.      | 2.             | 1.             |